# Sławoszewek (przystanek kolejowy)
Sławoszewek – dawny wąskotorowy przystanek kolejowy w Sławoszewku, w woj. wielkopolskim, w Polsce. Początkowo przystanek znajdował się w pobliżu szkoły oraz dawnego dworu. W związku z ekspansją odkrywki węgla brunatnego Jóźwin i Kazimierz Północ, rozebrano część linii Jabłonka Słupecka – Wilczyn na odcinku Jabłonka Słupecka – Cegielnia, a w jej miejsce stworzono linię łączącą Złotków z Biskupiem Konińskim, umożliwiającą połączenie ze stacją Sompolno. Około roku 1985 sam przystanek przesunięto na południowy wschód (52°22′55″N 18°12′30″E/52,381944 18,208333), a kilkaset metrów na zachód od niego usytuowano rozjazd łączący linię Złotków – Biskupie Konińskie, z pozostałą częścią linii prowadzącej do Wilczyna.